# Forte de Copacabana

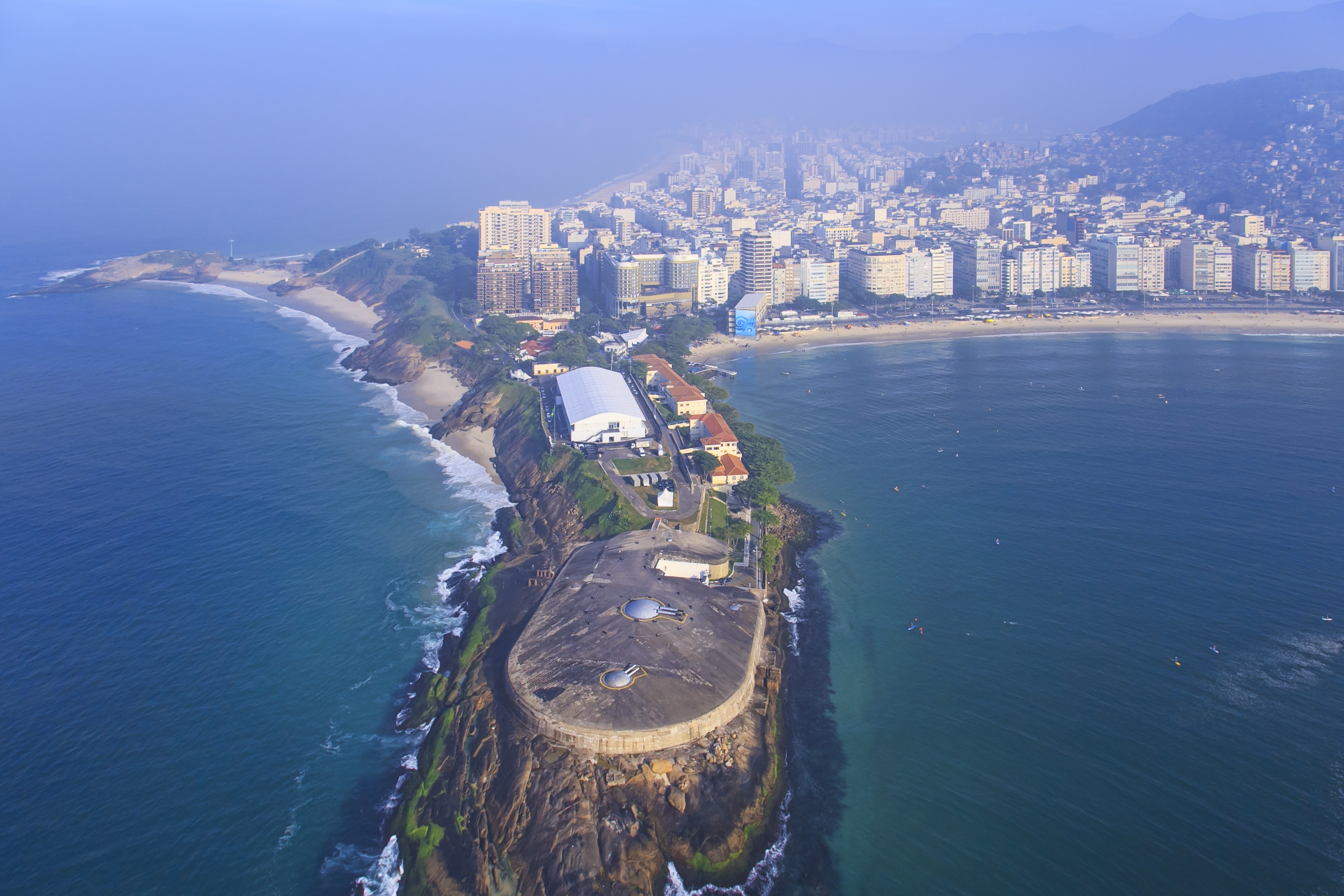
Zicht op fort

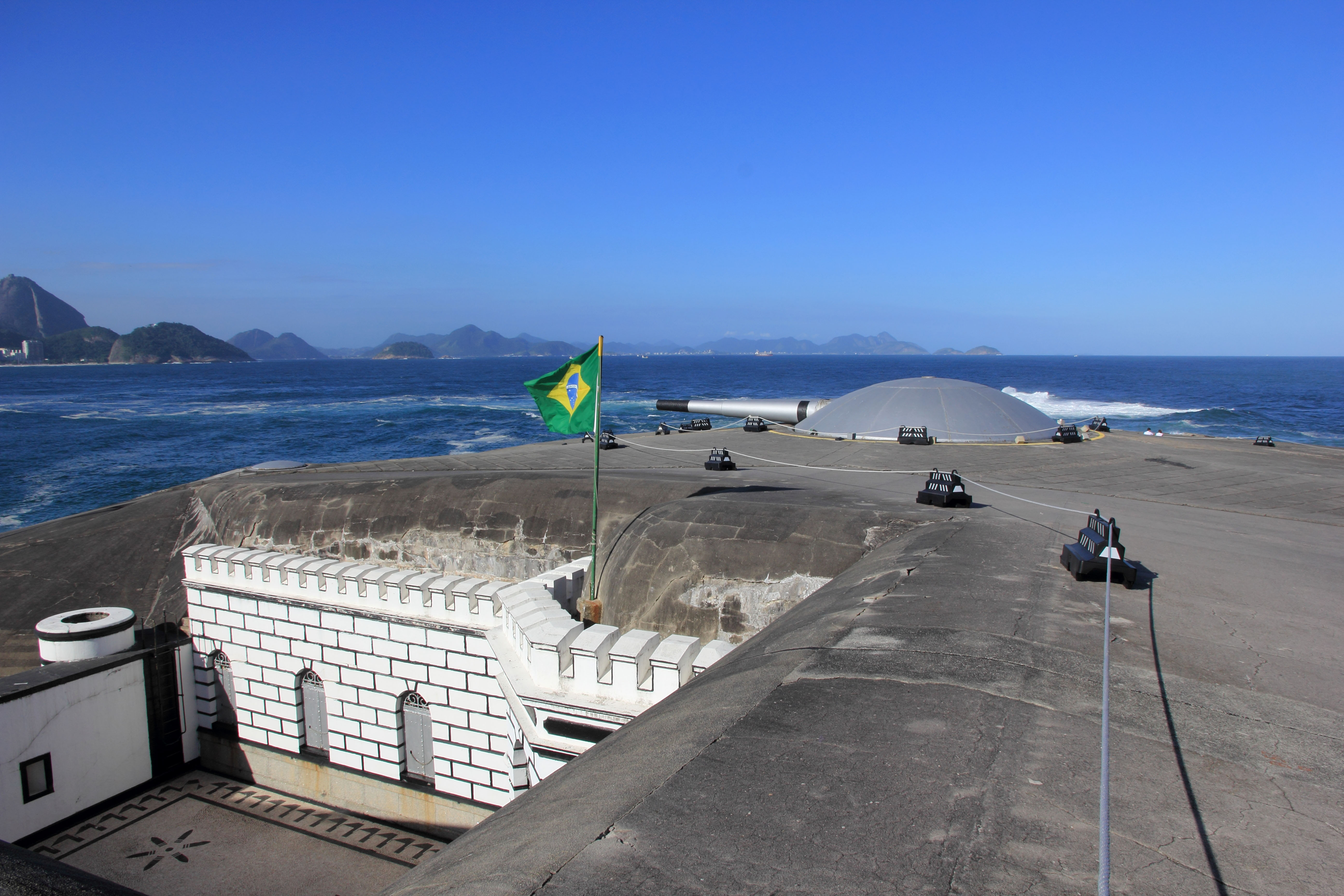
De koepel met grootste kanonnen

Het Forte de Copacabana, in Rio de Janeiro is een militaire basis op een schiereiland aan het zuidelijke uiteinde van het strand van Copacabana. De basis is open voor het publiek en is omgebouwd tot de site van het Museu Histórico do Exército, het museum van de geschiedenis van de krijgsmacht. Op het schiereiland bevindt zich ook het oude fort van Copacabana.

## Beschrijving
Eind 19e en begin 20e eeuw was het duidelijk dat de hoofdstad beter beschermd diende te worden tegen aanvallen vanuit zee. Op de plaats van een kerk aan de rand van Copacabana werd een fort gepland. In eerste instantie zou de bewapening bestaan uit houwitsers, maar Krupp kwam met een voorstel om zware kanonnen met een groter bereik te installeren.
Op 5 januari 1908 startte de bouw. De kanonnen werden vanuit Duitsland aangevoerd in vijfduizend kratten en ter plaatse gemonteerd. Op 28 september 1914 werd het fort officieel in gebruik genomen en was toen het meest moderne fort in Zuid-Amerika. De eerste commandant was majoor Antonio Carlos Brasil. Hij was al sinds 1912 actief betrokken bij de bouw van het fort.
Het fortterrein is zo'n 115.000 m2 groot waarvan 40.000 m2 bebouwd. Het bomvrije gebouw heeft een ovale vorm en de buitenmuren zijn tot 12 meter dik. Er is een eigen elektriciteitscentrale met twee generatoren die worden aangedreven door dieselmotoren. De generatoren leverden de stroom voor de verlichting, ventilatie en de bediening van de kanonnen. Verder zijn er lokalen voor de manschappen, de opslag, een keuken en een verbandplaats.
De bewapening bestaat uit twee volledige draaibare gepantserde koepels met in elk twee kanonnen:
- 2× 305mm-kanonnen met een maximaal bereik van 23 km;
- 2× 190mm-kanonnen met een uiterst bereik van 18 km.

Verder waren er 2× 75mm-kanonnen met een maximaal bereik van 7 kilometer. Deze waren beperkt draaibaar. Tot slot was er een zoeklicht.
Het fort is tegenwoordig een museum en opengesteld voor het publiek. Er is tevens een artilleriemuseum gevestigd en diverse stukken staan in de buitenlucht opgesteld. Van het fort zijn de koepels met de grote kanonnen nog steeds aanwezig, maar de kleinere kanonnen met een kaliber van 75 mm zijn verwijderd.

## Olympische Spelen 2016

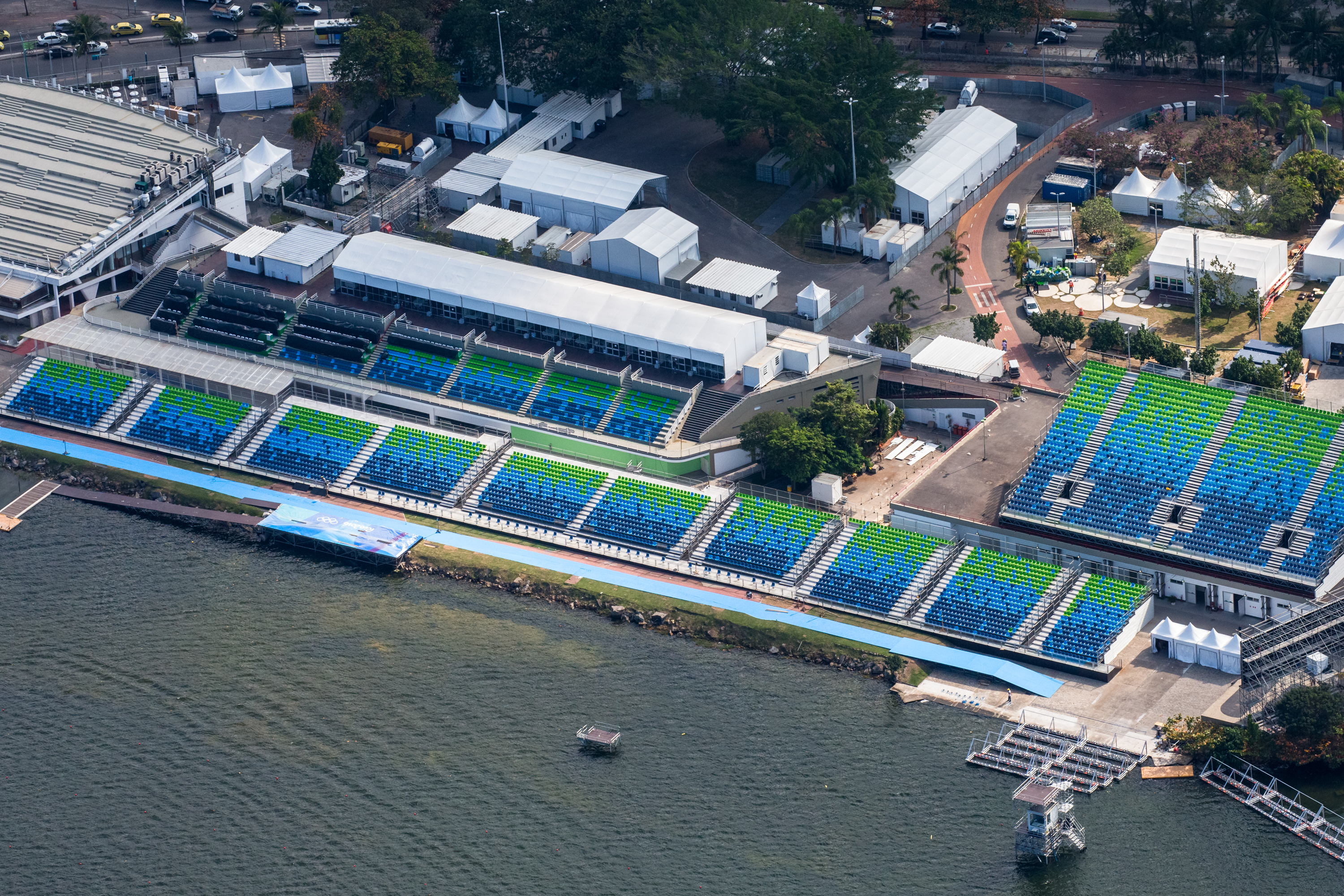

Op het strand vlak naast het schiereiland en het fort is een tijdelijk opgetrokken publiekstribune geplaatst voor de Olympische Zomerspelen 2016. Deze ligt bij EHBO-post en uitkijktoren 6 op het zuidelijke uiteinde van het strand van Copacabana, in Zona Sul, het zuiden van de stad, aan de Atlantische Oceaan. Voor deze tribune vindt de finish van de 10 km openwaterzwemmen en de start en finish van de triatlon plaats. Ook de start en finish van de wegwedstrijd wielrennen vond plaats aan het Fort.